# هارولد هوتيلينج
هارولد هوتلينج (بالإنجليزية: Harold Hotelling)‏، ولد في 29 سبتمبر 1895 وتوفي في 26 ديسمبر 1973. كان إحصائيًا رياضيًا أمريكيًا ومنظرًا اقتصاديًا مؤثرًا، عُرف بقانون هوتلينغ وتمهيدية هوتلينج وقاعدة هوتلينج في الاقتصاد، بالإضافة إلى توزيع هوتلينج لتربيع-تي في علم الإحصاء. كما طور وسمّى طريقة تحليل المكونات الرئيسية المستخدمة على نطاق واسع في المالية وعلم الإحصاء وعلوم الحاسوب.
كان أستاذًا مشاركًا للرياضيات في جامعة ستانفورد منذ عام 1927 حتى عام 1931، وعضو هيئة التدريس بجامعة كولومبيا منذ عام 1931 حتى عام 1946، وأستاذًا للإحصاء الرياضي في جامعة نورث كارولينا في تشابل هيل منذ عام 1946 حتى وفاته. سمّي شارع في تشابل هيل على اسمه. في عام 1972، حصل على جائزة نورث كارولينا للمساهمات في العلوم.

## علم الإحصاء
في بداية مسيرته الإحصائية، تاثر هوتلينج بـ «آر. إي. فيشر» الذي كان لطرقه الإحصائية «أهمية ثورية» بالنسبة للعاملين في البحوث، وفقًا لمراجعة هوتلينج. تمكن هوتلينج من الحفاظ على علاقات مهنية مع فيشر، على الرغم من نوبات الغضب التي عاناها الأخير والجدالات التي اندلعت بينهما. اقترح هوتلينج أن يستخدم فيشر كلمة «تراكمية» لـ «أشباه الثوابت» الدانماركية الخاصة بثورفالد ثييل. وُسع جيرزي نيمان وإيجون بيرسون تركيز فيشر على توزيع العينات للإحصاءات بدقة أكبر وتطبيقات أوسع، وهو ما اعترف به هوتلينج. رعى هوتلينج اللاجئين الهاربين من معاداة السامية الأوروبية والنازية، واستقبل هنري مان وأبراهام والد في مجموعته البحثية في كولومبيا. في أثناء وجوده في مجموعة هوتلينج، طور «والد» التحليل المتسلسل ونظرية القرار الإحصائي، التي وصفها هوتلينج بأنها «البراغماتية في العمل».
يشتهر هوتلينج في الولايات المتحدة بقيادته لمهنة الإحصاء، بالأخص رؤيته لقسم الإحصاء في إحدى الجامعات، التي أقنعت العديد من الجامعات ببدء أقسام للإحصاء لديها. اشتهر هوتلينج بقيادته للأقسام في جامعة كولومبيا وجامعة كارولينا الشمالية.

## الاقتصاد

### الجورجية واشتراكية السوق
امتدادًا لأبحاثه في الاقتصاد المكاني، أدرك هوتلينج أنه سيكون من الممكن والمثالي اجتماعيًا تمويل الاستثمار في السلع العامة من خلال ضريبة قيمة الأراضي الجورجية ومن ثم توفير هذه السلع والخدمات للجمهور بكلفة رمزية (في كثير من الحالات دون أي مقابل). هذا تعبير مبكر عن نظرية هنري جورج التي توسّع فيها جوزيف ستيجليتز وآخرون. أشار هوتلينج إلى أنه عندما تصبح السلع العامة المحلية مثل الطرق والقطارات مزدحمة، يخلق المستخدمون تكلفة هامشية إضافية من خلال استبعادهم الآخرين. أصبح هوتلينغ مدافعًا مبكرًا عن تسعير الازدحام الجورجي وذكر أن الغرض من هذا النوع الفريد من الرسوم لم يكن بأي حال من الأحوال لاسترداد تكاليف الاستثمار، بل كان وسيلة لتغيير السلوك وتعويض المستبعدين. يصف هوتلينج كيف أن عرض الاهتمام البشري محدود أيضًا في أي زمان ومكان، ما ينتج عنه قيمة تأجيرية، ويخلص إلى أنه بالإمكان تنظيم لوحات الإعلانات أو فرض ضرائب عليها على أسس مماثلة لإيجارات الندرة الأخرى. جادل هوتلينج بأن الإيجار والضرائب متشابهان وأنهما وجهان لعملة واحدة، يفرض القطاع الخاص الأول، أما الثاني فأداة تستخدمها الدولة. لذلك، فإن الحل الأمثل من الناحية الإجتماعية هو فرض الضرائب مباشرة على الإيجارات. وصف كينيث أرو هذا الاقتراح بأنه اشتراكية السوق، لكن ماسون جافني أشار إلى أنه في الواقع ليس إلا تجسيدًا للمبادئ الجورجية. أضاف هوتيلنغ التعليق التالي حول أخلاقيات التقاط القيمة الجورجية: «إن الاقتراح القائل بعدم وجود اعتراض أخلاقي على مصادرة قيمة موقع الأرض عن طريق الضرائب، إذا استطاعت الطبقات غير المالكة الحصول على السلطة للقيام بذلك وفي الوقت الذي تستطيع فيه ذلك.

## وصلات خارجية
- هارولد هوتيلينج في شجرة علماء الرياضيات